# Larder Lake (sjö)
Larder Lake är en sjö i Kanada.   Den ligger i Timiskaming District och provinsen Ontario, i den sydöstra delen av landet, 400 km nordväst om huvudstaden Ottawa. Larder Lake ligger 281 meter över havet. Arean är 37 kvadratkilometer. Den sträcker sig 11,7 kilometer i nord-sydlig riktning, och 11,7 kilometer i öst-västlig riktning.
Följande samhällen ligger vid Larder Lake:
- Larder Lake (684 invånare)

I omgivningarna runt Larder Lake växer i huvudsak blandskog. Trakten runt Larder Lake är nära nog obefolkad, med mindre än två invånare per kvadratkilometer.